# Плодовий (Курська область)
Плодовий (рос. Плодовый) — селище в Щигровському районі Курської області Російської Федерації.
Населення становить 228 осіб. Входить до складу муніципального утворення Озерська сільрада.

## Історія
Населений пункт розташований на території українського етнічного та культурного краю Східна Слобожанщина.
Від 2004 року входить до складу муніципального утворення Озерська сільрада.

## Населення
| 2002 | 2010 |
| ---- | ---- |
| 267  | ↘228 |